# Natalia Wörner

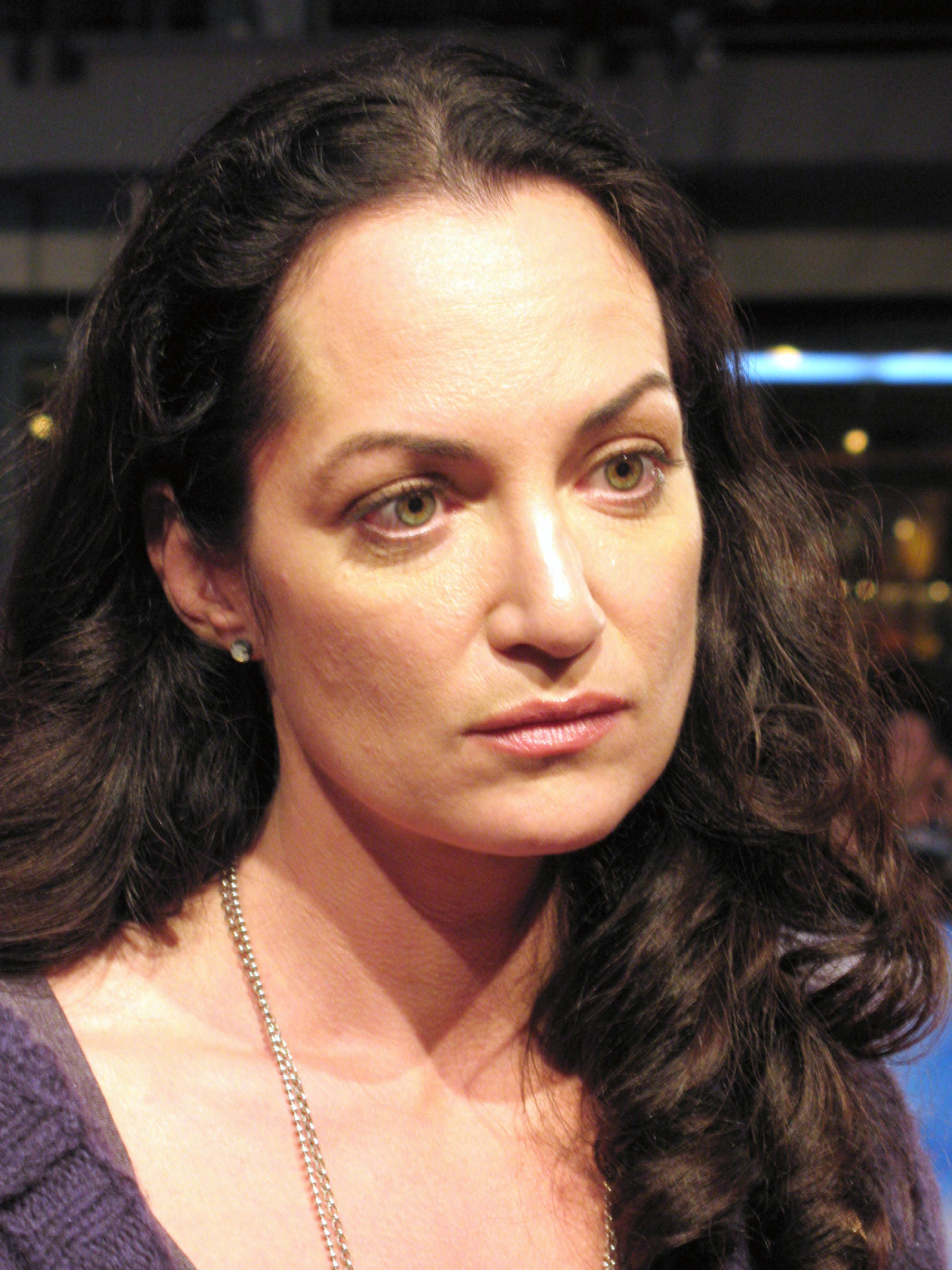
Natalia Wörner (Berlin, 2007)

Natalia Wörner (ur. 7 września 1967 w Stuttgarcie) – niemiecka aktorka teatralna, telewizyjna i filmowa.

## Życiorys
Kształciła się w nowojorskiej szkole aktorskiej Lee Strasberg Theatre and Film Institute. Od początku lat 90. regularnie gra w filmach i serialach produkowanych dla niemieckich stacji telewizyjnych. W 2000 otrzymała nagrodę Deutscher Fernsehpreis dla najlepszej aktorki za rolę w serialu kryminalnym Bella Block produkcji ZDF. W 2010 wcieliła się w postać Ellen w niemiecko-kanadyjskiej adaptacji powieści Kena Folletta Filary Ziemi.
W 2016 Socjaldemokratyczna Partia Niemiec z Badenii-Wirtembergii nominowała ją w skład Zgromadzenia Federalnego zwołanego na luty 2017.
Od 2016 partnerka życiowa niemieckiego polityka Heika Maasa.

## Wybrana filmografia
- 1992: Glück 1
- 1992: Thea und Nat
- 1994: Frauen sind was Wunderbares
- 1994: Leni (film TV)
- 1995: Kinder der Nacht (film TV)
- 1996: Irren ist männlich
- 1996: Tatort (serial TV)
- 1997: Spiel um dein Leben (film TV)
- 1998: Der Handymörder (film TV)
- 1998: Der Laden (miniserial)
- 1998: Mammamia (film TV)
- 1998: Zur Zeit zu zweit (film TV)
- 1999: Das Tal der Schatten
- 1999: Der Feuerteufel – Flammen des Todes (film TV)
- 1999: Zum Sterben schön (film TV)
- 2000: Bella Block (serial TV)
- 2000: Frauen lügen besser (film TV)
- 2001: Klassentreffen – Mord unter Freunden (film TV)
- 2001: Verbotene Küsse (film TV)
- 2002: Der Seerosenteich (miniserial)
- 2003: Liebe und Verlangen (film TV)
- 2003: Wenn Weihnachten wahr wird
- 2004: Experiment Bootcamp (film TV)
- 2004: Für immer im Herzen (film TV)
- 2005: Das Geheimnis des Roten Hauses (film TV)
- 2005: Miss Texas (film TV)
- 2006: Der beste Lehrer der Welt (film TV)
- 2006: Die Sturmflut (film TV)
- 2006: Unter anderen Umständen (serial TV)
- 2007: Durch Himmel und Hölle (film TV)
- 2008: Die Lüge (film TV)
- 2009: Mein Mann, seine Geliebte und ich (film TV)
- 2010: Filary Ziemi (miniserial)
- 2011: Das Kindermädchen (film TV)
- 2017: Stacja Berlin (serial TV)